# Tarczyca pospolita
Tarczyca pospolita (Scutellaria galericulata L.) – gatunek rośliny wieloletniej  należący do rodziny jasnotowatych. Dość pospolity na terenie Polski.

## Morfologia

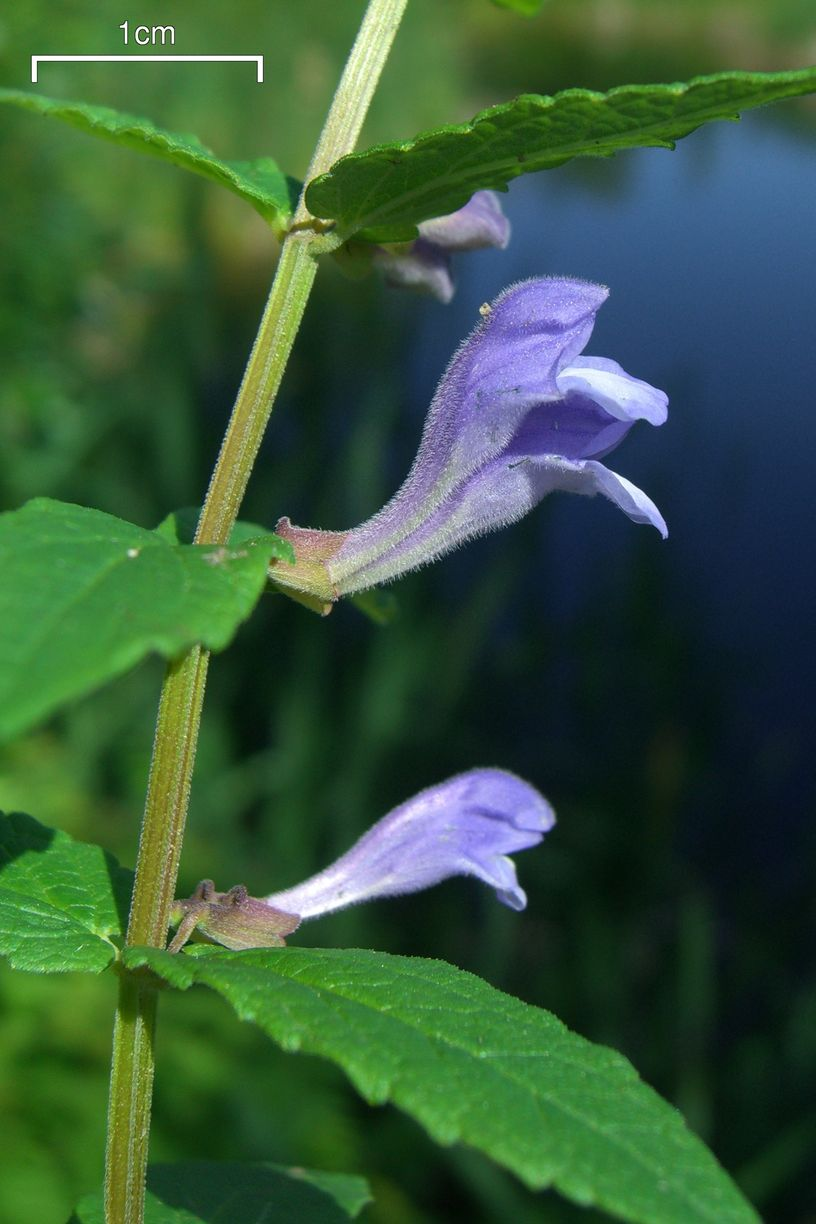
Kwiaty

ŁodygaWzniesiona, prosta, o wysokości 15–40 cm. Pod ziemią roślina posiada cienkie kłącze.
LiścieUlistnienie nakrzyżległe. Liście podłużnie lancetowate z sercowatą nasadą i karbowane. Przysadki podobne do innych liści.
KwiatyGrzbieciste, dwuwargowe, wyrastające na krótkich szypułkach w kątach liści. Są fioletowoniebieskie, rzadko tylko zdarzają się różowe.  Mają długość 1,2–2 cm, dolną wargę z wyciętą klapą, górną z tarczkowatą łuską na szczycie. Rurka korony silnie zgięta. Kielich grzbietobrzusznie spłaszczony, nagi lub owłosiony (bezgruczolowato).

## Biologia i ekologia
Bylina, hemikryptofit. Kwitnie od czerwca do sierpnia. Kwiaty przedprątne, owadopylne, zapylane przez błonkówki. Siedlisko: brzegi wód, mokradła, mokre łąki i lasy. Przeważnie na glebach piaszczystych i torfiastych. W klasyfikacji zbiorowisk roślinnych gatunek charakterystyczny dla All. Magnocaricion.